# Rubiera
Rubiera település Olaszországban, Emilia-Romagna régióban, Reggio Emilia megyében. Lakosainak száma 14 680 fő (2023. január 1.). Rubiera Campogalliano, Casalgrande, Modena, San Martino in Rio, Reggio Emilia és Formigine községekkel határos.

## Népesség
A település lakossága az elmúlt években az alábbi módon változott:
| Lakosok száma | 14 882 | 14 833 | 14 680 |
|               | 2017   | 2018   | 2023   |